# Royal Society of South Africa

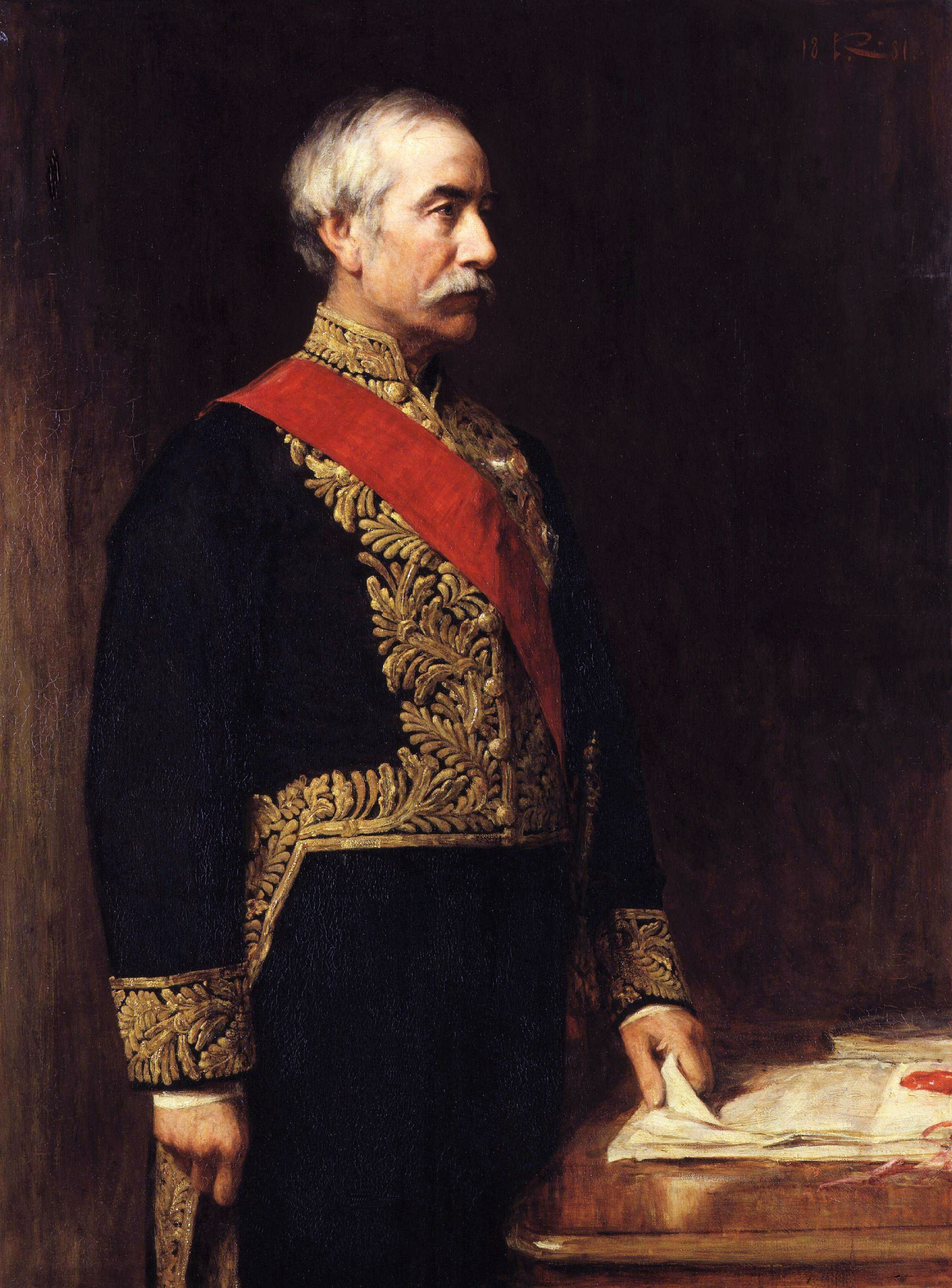
Sir Henry Bartle Frere, 1st Bt
por Sir George Reid

La Royal Society of South Africa es una sociedad científica compuesta por eminentes  científicos y académicos de Sudáfrica. La Sociedad se le concedió la cédula real por el rey Eduardo VII en 1908, casi un siglo después de que en Ciudad del Cabo se empezara a concebir una sociedad científica nacional. En el año 1877, el fundador y primer presidente de la Sociedad fue Sir Henry Bartle Edward Frere (1815-1884).